# Перловицы (род)
Перло́вицы (устар. «ракуши», лат. Unio) — род пресноводных двустворчатых моллюсков из семейства унионид (Unionidae). Личинки моллюсков, глохидии, паразитируют на жабрах рыб.
Перловицы могут служить источником перламутра.
Три вида распространены в Центральной Европе: U. crassus, U. pictorum и U. tumidus.

## Классификация
На февраль 2021 года в род включают 22 вида:
- Unio abyssinicus E. von Martens, 1866
- Unio bruguierianus Bourguignat, 1853
- Unio caffer F. Krauss, 1848
- Unio crassus Philipsson, 1788 — Толстая перловица, или овальная перловица
- Unio delphinus Spengler, 1793
- Unio dembeae Reeve, 1865
- Unio durieui Deshayes, 1847
- Unio elongatulus C. Pfeiffer, 1825
- Unio foucauldianus Pallary, 1936
- Unio gibbus Spengler, 1793
- † Unio indifferens Lindholm, 1932
- Unio ionicus Drouët, 1879
- † Unio kirchbergensis Krauss, 1852
- Unio mancus Lamarck, 1819
- † Unio migliorinii Magrograssi, 1928
- Unio pictorum (Linnaeus, 1758) — Обыкновенная перловица
- † Unio pseudatavus Bukowski, 1896
- Unio ravoisieri Deshayes, 1848
- † Unio subplanatus Lindholm, 1932
- Unio tigridis Bourguignat, 1852
- Unio tumidiformis Castro, 1885
- Unio tumidus Philipsson, 1788 — Вздутая перловица, или клиновидная перловица